# Neoscalpellum eltaninae
Neoscalpellum eltaninae är en kräftdjursart som beskrevs av William A. Newman och Arnold Ross 1971. Neoscalpellum eltaninae ingår i släktet Neoscalpellum och familjen Scalpellidae. Inga underarter finns listade i Catalogue of Life.